# В часы забав иль праздной скуки
В часы забав иль праздной скуки — стихотворение (стансы) Пушкина, написанное им 19 января 1830 года в ответ на стихотворное обращение митрополита Филарета (Дроздова), которое, в свою очередь, стало реакцией на «Дар напрасный, дар случайный» Пушкина, опубликованный незадолго до этого.
Впервые опубликовано в „Литературной Газете“, 1830, № 12 от 25 февраля, стр. 94.

В стихотворении происходит эволюция лирического героя от беспечного певца «безумства, лени и страстей», через «потоки слёз» к поэту внемлющему «арфе серафима», душа которого отвергла «мрак земных сует».
Твоим огнем душа согрета

Отвергла мрак земных сует,

И внемлет арфе Филарета 

В священном ужасе поэт.
Вызывает споры вариант последней строфы, приводимый  М. Д. Деларю,  котором вместо серафима присутствует, собственно, Филарет. С одной стороны после появления в последней строфе обращения «твоим» действительно логично было-бы ожидать, что автор назовёт адресат этого обращения. Валентин Непомнящий считает этот вариант неаутентичным, исходя из неаккуратной звукописи этого варианта четверостишия, обращая, в частности, на словосочетание «арфе Филарета». 
Вариант Деларю сужает значение стихотворения до сугубо биографического, в то время, как вариант с серафимом — это явная отсылка к «Пророку». Если «Дар напрасный» был своего рода  возвратом к неутолённой «духовной жажде» среди «однозвучной» суеты «шума» жизни, то в окончательном варианте этого стихотворения поэт вновь обращён к небесам, объятый «священным ужасом», куда более уместном пред ликом прямого божьего посланника, чем перед лицом одного из иерархов Церкви.
Марк Альтшуллер склоняется к версии, что представленный Деларю вариант действительно мог существовать, но на правах одной из ранних, «черновых» версий стихотворения.